# Acalolepta impuncticollis
Acalolepta impuncticollis är en skalbaggsart som beskrevs av Stefan von Breuning 1970. Acalolepta impuncticollis ingår i släktet Acalolepta och familjen långhorningar. Inga underarter finns listade i Catalogue of Life.